# Circuito Mundial de Voleibol de Praia de 2006
O Circuito Mundial de Voleibol de Praia de 2006 foi uma série de competições internacionais de vôlei de praia organizadas pela Federação Internacional de Voleibol (FIVB). Para a edição 2006, o Circuito incluiu 11 torneios Open para o naipe feminino e 10  torneios "Open" para a variante masculina,  4 torneios Grand Slams para ambos os gêneros.Na variante masculina foi cancelado o Aberto de Cidade do Cabo.

## Calendário

### Feminino
| Torneio                                                                        | Ouro                                          | Prata                                          | Bronze                                        | Quarto lugar                                   |
| Aberto de Modena Modena, Itália De 11 a 14 de maio de 2006                     | BrasilLarissa França · Juliana Silva          | Estados UnidosKerri Walsh · Misty May-Treanor  | ChinaTian Jia · Wang Jie                      | Estados UnidosRachel Wacholder · Elaine Youngs |
| Aberto de Xangai Xangai, China De 24 a 28 de maio de 2006                      | ChinaXue Chen · Zhang Xi                      | ChinaTian Jia · Wang Jie                       | BrasilLarissa França · Juliana Silva          | ChinaZhang Ying · Man Zuo                      |
| Aberto de Atenas Atenas, Grécia De 1 a 4 de junho de 2006                      | Estados UnidosKerri Walsh · Misty May-Treanor | ChinaWang Lu · Ji Linjun                       | BrasilLarissa França · Juliana Silva          | Estados UnidosRachel Wacholder · Elaine Youngs |
| Grand Slam de Gstaad Gstaad, Suíça De 21 a 24 de junho de 2006                 | Estados UnidosKerri Walsh · Misty May-Treanor | BrasilLarissa França · Juliana Silva           | ChinaTian Jia · Wang Jie                      | ChinaXue Chen · Zhang Xi                       |
| Grand Slam de Stavanger Stavanger, Noruega De 28 de junho a 1 de julho de 2006 | BrasilLarissa França · Juliana Silva          | BrasilAdriana Behar · Shelda Bedê              | BrasilLeila Barros · Ana Paula Henkel         | AlemanhaStephanie Pohl · Okka Rau              |
| Aberto de Marseille Marseille, França De 5 a 8 de julho de 2006                | BrasilLarissa França · Juliana Silva          | BrasilAdriana Behar · Shelda Bedê              | BrasilLeila Barros · Ana Paula Henkel         | ChinaTian Jia · Wang Jie                       |
| Aberto de Montreal Montreal, Canadá De 13 a 16 de julho de 2006                | BrasilLeila Barros · Ana Paula Henkel         | BrasilLarissa França · Juliana Silva           | ChinaTian Jia · Wang Jie                      | AlemanhaStephanie Pohl · Okka Rau              |
| Aberto de São Petersburgo São Petersburgo, Rússia De 19 a 22 de julho de 2006  | BrasilLarissa França · Juliana Silva          | ChinaXue Chen · Zhang Xi                       | BrasilAdriana Behar · Shelda Bedê             | BrasilTalita Antunes · Renata Trevisan Ribeiro |
| Grand Slam de Paris Paris, França De 26 a 29 de julho de 2006                  | BrasilLarissa França · Juliana Silva          | Estados UnidosKerri Walsh · Misty May-Treanor  | BrasilLeila Barros · Ana Paula Henkel         | BrasilAdriana Behar · Shelda Bedê              |
| Grand Slam de Klagenfurt Klagenfurt, Áustria De 3 a 5 de agosto de 2006        | ChinaTian Jia · Wang Jie                      | BrasilLarissa França · Juliana Silva           | AlemanhaStephanie Pohl · Okka Rau             | GréciaVasso Karadassiou · Vassiliki Arvaniti   |
| Aberto de Warsaw Warsaw, Polônia De 31 de agosto a 3 de setembro de 2006       | ChinaTian Jia · Wang Jie                      | ChinaXue Chen · Zhang Xi                       | BrasilLeila Barros · Ana Paula Henkel         | RússiaNatalya Uryadova · Alexandra Shiryayeva  |
| Aberto de Porto Santo Porto Santo, Portugal De 14 a 17 de setembro de 2006     | BrasilLarissa França · Juliana Silva          | BrasilTalita Antunes · Renata Trevisan Ribeiro | ChinaTian Jia · Wang Jie                      | AlemanhaHelke Claasen · Antje Röder            |
| Aberto de Vitória Vitória, Brasil De 27 a 30 de setembro de 2006               | BrasilLarissa França · Juliana Silva          | BrasilLeila Barros · Ana Paula Henkel          | Estados UnidosKerri Walsh · Misty May-Treanor | Estados UnidosElaine Youngs · Nicole Branagh   |
| Aberto de Acapulco Acapulco, México De 26 a 29 de outubro de 2006              | Estados UnidosKerri Walsh · Misty May-Treanor | BrasilTalita Antunes · Renata Trevisan Ribeiro | NoruegaNila Håkedal · Ingrid Tørlen           | BrasilLarissa França · Juliana Silva           |
| Aberto de Phuket Phuket (cidade), Tailândia De 2 a 5 de novembro de 2006       | ChinaXue Chen · Zhang Xi                      | ChinaTian Jia · Wang Jie                       | Estados UnidosKerri Walsh · Misty May-Treanor | NoruegaNila Håkedal · Ingrid Tørlen            |

### Masculino
| Torneio                                                                                | Ouro                                        | Prata                                       | Bronze                                        | Quarto lugar                                 |
| Aberto de Xangai Xangai, China De 23 a 27 de maio de 2006                              | BrasilMárcio Araújo · Fábio Luiz Magalhães  | BrasilFranco Neto · Pedro Cunha             | AlemanhaJulius Brink · Christoph Dieckmann    | BrasilRicardo Alex Santos · Emanuel Rego     |
| Aberto de Zagreb Zagreb, Croácia De 1 a 4 de junho de 2006                             | BrasilRicardo Alex Santos · Emanuel Rego    | Estados UnidosTodd Rogers · Phil Dalhausser | Estados UnidosMichael Lambert · Stein Metzger | BrasilPedro Solberg · Roberto Lopes da Costa |
| Aberto de Roseto degli Abruzzi Roseto degli Abruzzi, Itália De 7 a 11 de junho de 2006 | Suíça Stefan Kobel · Patrick Heuscher       | BrasilRicardo Alex Santos · Emanuel Rego    | BrasilHarley Marques · Benjamin Insfran       | BrasilMárcio Araújo · Fábio Luiz Magalhães   |
| Aberto de Espinho Espinho, Portugal De 15 a 18 de junho de 2006                        | AlemanhaJulius Brink · Christoph Dieckmann  | BrasilRicardo Alex Santos · Emanuel Rego    | BrasilFranco Neto · Pedro Cunha               | ItáliaRiccardo Lione · Matteo Varnier "Osso" |
| Grand Slam de Gstaad Gstaad, Suíça De 22 a 25 de junho de 2006                         | BrasilRicardo Alex Santos · Emanuel Rego    | BrasilMárcio Araújo · Fábio Luiz Magalhães  | AlemanhaJulius Brink · Christoph Dieckmann    | BrasilFranco Neto · Pedro Cunha              |
| Grand Slam de Stavanger Stavanger, Noruega De 29 de junho a 2 de julho de 2006         | BrasilRicardo Alex Santos · Emanuel Rego    | BrasilMárcio Araújo · Fábio Luiz Magalhães  | BrasilHarley Marques · Benjamin Insfran       | ArgentinaMariano Baracetti · Martín Conde    |
| Aberto de Marseille Marseille, França De 6 a 9 de julho de 2006                        | BrasilRicardo Alex Santos · Emanuel Rego    | BrasilMárcio Araújo · Fábio Luiz Magalhães  | BrasilFranco Neto · Pedro Cunha               | BrasilNalbert Bitencourt · Luizão Correa     |
| Aberto de Montreal Montreal, Canadá De 13 a 16 de julho de 2006                        | BrasilMárcio Araújo · Fábio Luiz Magalhães  | BrasilRicardo Alex Santos · Emanuel Rego    | BrasilFranco Neto · Pedro Cunha               | Suíça Stefan Kobel · Patrick Heuscher        |
| Aberto de São Petersburgo São Petersburgo, Rússia De 20 a 23 de julho de 2006          | BrasilMárcio Araújo · Fábio Luiz Magalhães  | AlemanhaJulius Brink · Christoph Dieckmann  | Países BaixosJochem de Gruijter · Gijs Ronnes | BrasilRicardo Alex Santos · Emanuel Rego     |
| Grand Slam de Paris Paris, França De 27 a 30 de julho de 2006                          | BrasilMárcio Araújo · Fábio Luiz Magalhães  | Estados UnidosJake Gibb · Sean Rosenthal    | BrasilRicardo Alex Santos · Emanuel Rego      | AlemanhaJulius Brink · Christoph Dieckmann   |
| Grand Slam de Klagenfurt Klagenfurt, Áustria De 3 a 6 de agosto de 2006                | Estados UnidosTodd Rogers · Phil Dalhausser | BrasilRicardo Alex Santos · Emanuel Rego    | BrasilMárcio Araújo · Fábio Luiz Magalhães    | ArgentinaMariano Baracetti · Martín Conde    |
| Aberto de Stare Jablonki Stare Jablonki, Polônia De 10 a 13 de agosto de 2006          | BrasilRicardo Alex Santos · Emanuel Rego    | BrasilFranco Neto · Pedro Cunha             | ChinaXu Linyin · Wu Penggen                   | BrasilMárcio Araújo · Fábio Luiz Magalhães   |
| Aberto de Vitória Vitória, Brasil De 28 de setembro a 1 de outubro de 2006             | AlemanhaJulius Brink · Christoph Dieckmann  | Estados UnidosJake Gibb · Sean Rosenthal    | BrasilFranco Neto · Pedro Cunha               | BrasilRicardo Alex Santos · Emanuel Rego     |
| Aberto de Acapulco Acapulco, México De 25 a 28 de outubro de 2006                      | Estados UnidosJake Gibb · Sean Rosenthal    | BrasilRicardo Alex Santos · Emanuel Rego    | Estados UnidosTodd Rogers · Phil Dalhausser   | ChinaXu Linyin · Wu Penggen                  |

## Quadro de medalhas
| Ordem | País           | Medalha de ouro | Medalha de prata | Medalha de bronze | Total |
| ----- | -------------- | --------------- | ---------------- | ----------------- | ----- |
| 1.    | Brasil         | 17              | 18               | 15                | 50    |
| 2.    | Estados Unidos | 5               | 5                | 4                 | 14    |
| 3.    | China          | 4               | 5                | 5                 | 14    |
| 4.    | Alemanha       | 2               | 1                | 3                 | 6     |
| 5.    | Suíça          | 1               | 0                | 0                 | 1     |
| 6.    | Países Baixos  | 0               | 0                | 1                 | 1     |
| 6.    | Noruega        | 0               | 0                | 1                 | 1     |